# Adriano Bassetto
Adriano Bassetto (Vicenza, 8 settembre 1925 – Genova, 12 ottobre 1999) è stato un calciatore e allenatore di calcio italiano, di ruolo mezzala.

## Carriera
Soprannominato Nane, era una mezzala o centrocampista offensivo mancino con la spiccata propensione per il gol. Viveva il pre-partita in modo molto intenso, tanto da vomitare quasi ogni volta per la tensione.

### Club
Dopo gli esordi con delle squadre minori, Bassetto esordì con il L.R. Vicenza nel campionato di guerra del 1944.
Dopo la fine della seconda guerra mondiale, con i biancorossi ottenne una salvezza nel massimo campionato.
Nel 1946 passò alla nuova squadra della Sampdoria; esordì il 22 settembre nella gara persa 3-1 contro la Roma e al 55' fu l'autore del primo gol ufficiale della squadra genovese. Nella formazione blucerchiata rimase per 7 stagioni, arrivando a segnare in due occasioni oltre 20 reti stagionali.
Lasciò Genova nel 1953, dopo 196 partite e 92 reti, per passare all'Atalanta. A Bergamo disputò ancora quattro stagioni ai vertici, disputando 125 gare e segnando 56 reti (capocannoniere della storia della società nella massima serie, prima che fosse superato, nel 2008, da Cristiano Doni).
Nel 1957, ormai trentaduenne, tornò al Vicenza, dove tuttavia disputò solo 8 partite nel campionato di Serie A 1957-1958, segnando un'unica rete in occasione del successo interno sull'Atalanta.
Nel 1958 fu ingaggiato in Serie C dalla Lucchese con cui giocò 4 campionati, l'ultimo dei quali in Serie B in virtù della promozione conquistata l'anno precedente. A Lucca giocò in totale 100 partite, segnando 28 reti.
Chiuse la carriera al Cesena nel 1963 a 38 anni, dopo aver giocato solamente due partite in Serie C con i bianconeri.
È stato tra i massimi cannonieri del calcio italiano: in massima serie ha disputato 329 gare, con 149 reti totali segnate (cui devono sommarsi le 26 gare e i 9 gol del campionato di guerra 1945-1946).
Dopo il ritiro dall'attività agonistica ha allenato nel campionato 1975-1976 di Serie D la squadra dell'Entella Chiavari.

### Nazionale
Il 5 dicembre 1954 esordì anche in nazionale nella partita vinta 2-0 contro l'Argentina.

## Statistiche

### Presenze e reti nei club
| Stagione                 | Squadra                  | Campionato               | Campionato | Campionato |
| Stagione                 | Squadra                  | Comp                     | Pres       | Reti       |
| ------------------------ | ------------------------ | ------------------------ | ---------- | ---------- |
| 1944                     | L.R. Vicenza             | C-AI                     | 2          | 1          |
| 1945-1946                | L.R. Vicenza             | DN                       | 26         | 9          |
| 1946-1947                | Sampdoria                | A                        | 30         | 13         |
| 1947-1948                | Sampdoria                | A                        | 39         | 21         |
| 1948-1949                | Sampdoria                | A                        | 23         | 14         |
| 1949-1950                | Sampdoria                | A                        | 32         | 20         |
| 1950-1951                | Sampdoria                | A                        | 26         | 6          |
| 1951-1952                | Sampdoria                | A                        | 24         | 12         |
| 1952-1953                | Sampdoria                | A                        | 22         | 6          |
| Totale Sampdoria         | Totale Sampdoria         | Totale Sampdoria         | 196        | 92         |
| 1953-1954                | Atalanta                 | A                        | 30         | 17         |
| 1954-1955                | Atalanta                 | A                        | 32         | 6          |
| 1955-1956                | Atalanta                 | A                        | 32         | 18         |
| 1956-1957                | Atalanta                 | A                        | 31         | 15         |
| Totale Atalanta          | Totale Atalanta          | Totale Atalanta          | 125        | 56         |
| 1957-1958                | Lanerossi Vicenza        | A                        | 8          | 1          |
| Totale Lanerossi Vicenza | Totale Lanerossi Vicenza | Totale Lanerossi Vicenza | 36         | 11         |
| 1958-1959                | Lucchese                 | C                        | 20         | 6          |
| 1959-1960                | Lucchese                 | C                        | 33         | 9          |
| 1960-1961                | Lucchese                 | C                        | 30         | 10         |
| 1961-1962                | Lucchese                 | B                        | 17         | 3          |
| Totale Lucchese          | Totale Lucchese          | Totale Lucchese          | 100        | 28         |
| 1962-1963                | Cesena                   | C                        | 2          | 0          |
| Totale carriera          | Totale carriera          | Totale carriera          | 459        | 187        |

### Cronologia presenze e reti in nazionale
| Cronologia completa delle presenze e delle reti in nazionale ― Italia | Cronologia completa delle presenze e delle reti in nazionale ― Italia | Cronologia completa delle presenze e delle reti in nazionale ― Italia | Cronologia completa delle presenze e delle reti in nazionale ― Italia | Cronologia completa delle presenze e delle reti in nazionale ― Italia | Cronologia completa delle presenze e delle reti in nazionale ― Italia | Cronologia completa delle presenze e delle reti in nazionale ― Italia | Cronologia completa delle presenze e delle reti in nazionale ― Italia |
| Data                                                                  | Città                                                                 | In casa                                                               | Risultato                                                             | Ospiti                                                                | Competizione                                                          | Reti                                                                  | Note                                                                  |
| --------------------------------------------------------------------- | --------------------------------------------------------------------- | --------------------------------------------------------------------- | --------------------------------------------------------------------- | --------------------------------------------------------------------- | --------------------------------------------------------------------- | --------------------------------------------------------------------- | --------------------------------------------------------------------- |
| 5-12-1954                                                             | Roma                                                                  | Italia                                                                | 2 – 0                                                                 | Argentina                                                             | Amichevole                                                            | -                                                                     | 20’                                                                   |
| 16-1-1955                                                             | Bari                                                                  | Italia                                                                | 1 – 0                                                                 | Belgio                                                                | Amichevole                                                            | -                                                                     |                                                                       |
| 27-11-1955                                                            | Budapest                                                              | Ungheria                                                              | 2 – 0                                                                 | Italia                                                                | Coppa Internazionale                                                  | -                                                                     |                                                                       |
| Totale                                                                |                                                                       | Presenze                                                              | 3                                                                     |                                                                       | Reti                                                                  | 0                                                                     |                                                                       |

## Palmarès

### Giocatore

#### Competizioni nazionali
- Serie C: 1

Lucchese: 1960-1961